# Stanisław Gall

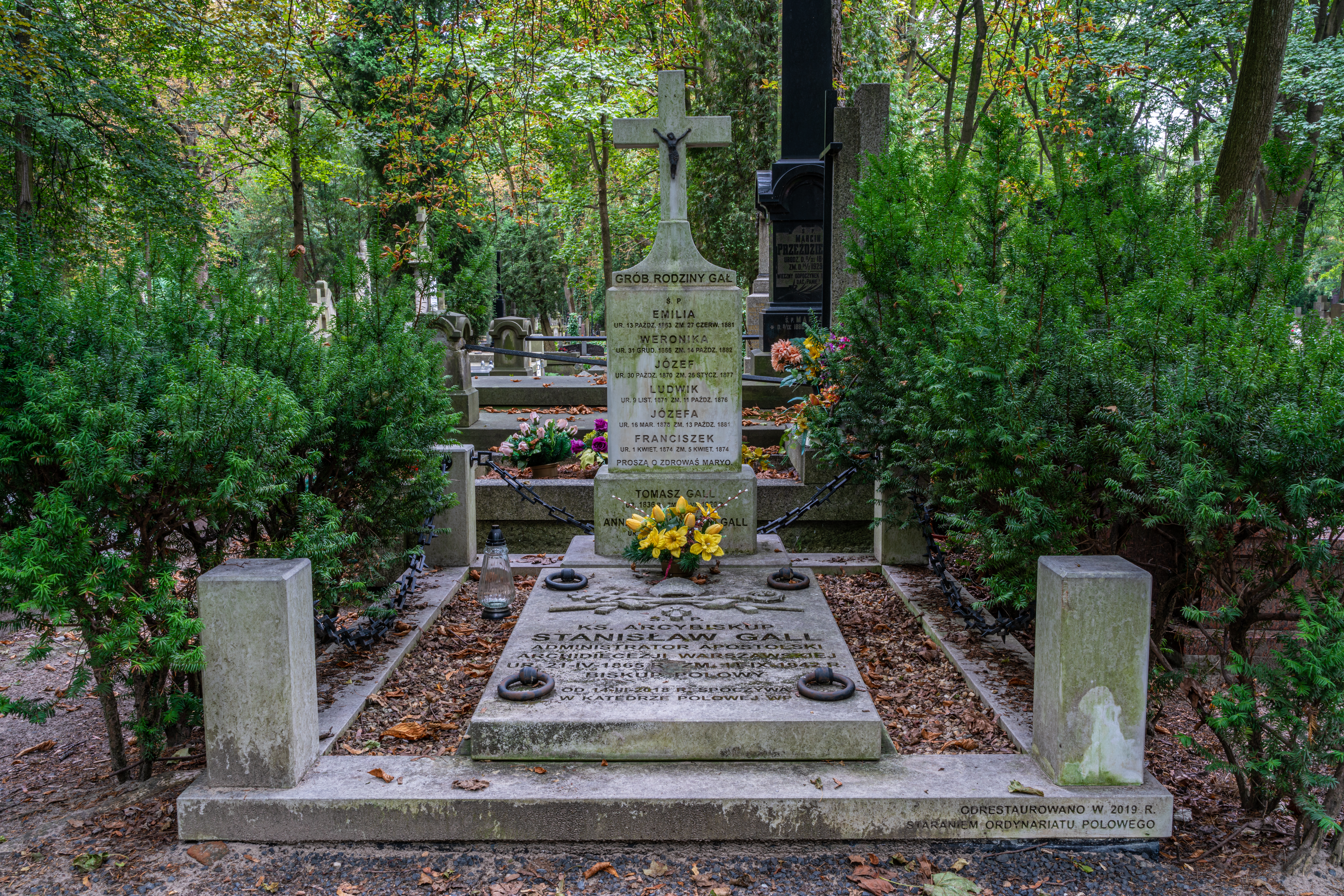
Grób Stanisława Galla na cmentarzu Powązkowskim

Stanisław Gall, właśc. Stanisław Tomasz Gał (ur. 21 kwietnia 1865 w Klemensowie, zm. 11 września 1942 w Warszawie) – polski duchowny rzymskokatolicki, doktor filozofii, generał dywizji Wojska Polskiego, biskup polowy Wojska Polskiego w latach 1919–1933, biskup pomocniczy warszawski w latach 1918–1919 i 1933–1940, arcybiskup ad personam od 1933, administrator apostolski archidiecezji warszawskiej w latach 1940–1942.

## Życiorys

### Młodość, kapłaństwo
Pochodził z Warszawy. Studiował w latach 1880–1883 w seminarium duchownym w Warszawie, następnie w latach 1883–1887 w Rzymie filozofię, teologię i prawo. W 1887 obronił doktorat z filozofii.
Święcenia kapłańskie przyjął 29 czerwca 1887 w Warszawie. Po święceniach pełnił posługę duszpasterską na Służewie. W 1889 został profesorem liturgiki i filozofii warszawskiego seminarium duchownego, następnie wiceregentem seminarium. W 1910 mianowano go regentem seminarium. W 1918 został wikariuszem generalnym archidiecezji warszawskiej.

### Dwudziestolecie międzywojenne
29 lipca 1918 papież Benedykt XV mianował go biskupem pomocniczym archidiecezji warszawskiej i biskupem tytularnym Halicarnassus. Święcenia biskupie przyjął 17 listopada 1918 w bazylice archikatedralnej św. Jana Chrzciciela w Warszawie. Udzielił mu ich kardynał Aleksander Kakowski, arcybiskup metropolita warszawski, któremu asystowali arcybiskup Kazimierz Ruszkiewicz, biskup pomocniczy warszawski, i Wojciech Owczarek, biskup pomocniczy włocławski.
5 lutego 1919 został mianowany przez Benedykta XV biskupem polowym Wojska Polskiego, pierwszym w dziejach Rzeczypospolitej którego tytulatura odpowiadała generałowi porucznikowi (zmieniona w 1922 na generała dywizji). Urząd biskupa polowego, a także rządy ordynariatem objął 21 lutego 1919. Reorganizował kurię biskupią i współtworzył sieć duszpasterstwa wojskowego. W 1919 założył czasopismo. W 1920 powołał referat ds. oświatowych w biskupstwie polowym, który zajmował się nauczaniem religii w wojskach. W latach 1919–1920 wizytował jednostki frontowe.
Po wojnie 1920 zorganizował Fundację im. papieża Piusa XI, wspomaganą przez Watykan, finansującą pomoc niepełnosprawnym oraz rodzinom poległych żołnierzy. Zorganizował dom opieki dla sierot po żołnierzach. Utworzył w ramach Kurii Polowej 10 dekanatów okręgowych. W 1924 zorganizował strukturę duszpasterstwa dla żołnierzy grekokatolików. Jego staraniem w 1926 powołany został do istnienia Sąd Biskupa Polowego. 12 maja 1927 kuria, zgodnie z rozkazem ministra Spraw Wojskowych, przyjęła nazwę Polowej Kurii Biskupiej. W 1931 założył „Kwartalnik Poświęcony Sprawom Katolickiego Duszpasterstwa Wojskowego w Polsce”.

### Konflikt z władzą
Z biegiem lat zaczął krytykować poczynania władz państwowych, kierownictwa Ministerstwa Spraw Wojskowych i samego Józefa Piłsudskiego, co było zarzewiem konfliktu. W efekcie w 1931 Piłsudski podjął działania służbowe i dyplomatyczne zmierzające do zdymisjonowania biskupa z zajmowanego urzędu. Bezpośrednią przyczyną rozpoczęcia działań w tym zakresie była śmierć ówczesnego ministra Wyznań Religijnych i Oświecenia Publicznego Sławomira Czerwińskiego. 4 sierpnia 1931 biskup Gall celebrował nabożeństwo pogrzebowe. Po nabożeństwie uformował się kondukt pogrzebowy. Obecni byli prezydent Rzeczypospolitej Ignacy Mościcki oraz marszałek Piłsudski. On sam nie dołączył do konduktu, co władze uznały za nietakt oraz impertynencję wobec głowy państwa.
Piłsudski zażądał, aby biskup jako żołnierz przeprosił prezydenta. Gall odmówił, na co Piłsudski odpowiedział żądaniem ustąpienia ze stanowiska biskupa polowego. W sprawę włączył się nuncjusz papieski w Polsce Francesco Marmaggi, namawiając Galla do oporu. Minister Józef Beck interweniował w Watykanie. W Polsce podjęto działania na drodze służbowej. Szef gabinetu ministra Adam Korwin-Sokołowski zażądał w imieniu marszałka, by Gall zrezygnował z urzędu w wojsku i nie stwarzał swoim oporem trudności. Sokołowski wyjaśniał, iż marszałek nie będzie uznawał biskupa na stanowisku ordynariusza polowego i nie widzi możliwości dłuższego pełnienia przez niego tej funkcji wojskowej. W odpowiedzi Gall poprosił o urlop.
Zgodnie z procedurami w Wojsku Polskim prośbę miał rozpatrzyć przełożony, a więc sam marszałek. Piłsudski nie uznawał już jednak Galla jako swojego podwładnego i nie zamierzał zajmować się tą sprawą. Gall nie akceptował decyzji Piłsudskiego. Gdy płk Sokołowski zameldował o tym Piłsudskiemu, ten powiedział: „No to zastosujemy z konieczności skuteczną szykanę” i wydał polecenie wstrzymania uposażenia dla całej Kurii Polowej, w tym dla Galla. Zarówno szef gabinetu, jak i płatnik ministerstwa mieli zabronione podawanie jakichkolwiek wyjaśnień. W tym czasie przyszła z Rzymu zgoda na odwołanie biskupa Galla. W takiej sytuacji Piłsudski zezwolił na wypłatę uposażeń.
Watykan wraz ze zgodą na rezygnację postawił warunek udzielenia biskupowi pełnej emerytury wojskowej. Gall nie miał pełnej wysługi emerytalnej i przysługiwała mu tylko emerytura częściowa, obliczana na podstawie wysługi lat. Marszałek, nie chcąc przedłużać konfliktu, zgodził się na spełnienie tego warunku przy naciągnięciu zasad prawnych.
W 1932 złożył rezygnację z funkcji biskupa polowego. Ostateczną rezygnację napisał w styczniu 1933 i przeszedł w stan spoczynku jako oficer Wojska Polskiego.

### II wojna światowa
16 lutego 1933 został mianowany przez papieża Piusa XI arcybiskupem tytularnym Carpathus i powrócił do archidiecezji warszawskiej, w której do 1939 był wikariuszem generalnym. Od 5 stycznia 1939 był wikariuszem kapitulnym archidiecezji, a następnie 6 stycznia 1940 mianowany został przez Piusa XII administratorem apostolskim archidiecezji warszawskiej.
W okresie okupacji wykazywał według Krasowskiego bezkompromisową postawę wobec Niemców, nie zgadzając się na żadną formę współpracy a według Jasiewicza okazał się niedołężnym i tchórzliwym, który pomimo że nie wykazywał sympatii proniemieckich, nigdy nie zdobył się na żadne wystąpienie w obronie ludności cywilnej ani kleru. Informował Watykan o sytuacji w kraju i o zbrodniach popełnianych przez okupanta. Ratował księży pochodzenia żydowskiego. O uratowaniu Tadeusza Pudra wielokrotnie składał publicznie świadectwo Władysław Miziołek.

### Śmierć i pochówek
Zmarł 11 września 1942 w Warszawie. Pochowany w grobie rodzinnym na cmentarzu Powązkowskim (kwatera 184-5-1,2).
We wrześniu 2017, w związku z 75. rocznicą śmierci abp. Galla i przypadającą w 2018 setną rocznicą święceń biskupich oraz setną rocznicą ustanowienia biskupstwa polowego w 2019, biskup polowy Wojska Polskiego Józef Guzdek rozpoczął starania o złożenie szczątków arcybiskupa w krypcie katedry polowej. Ordynariat Polowy chciał w ten sposób nawiązać do tradycji pochówków biskupich w ich katedrach. Po uzyskaniu zgody kard. Kazimierza Nycza i odpowiednich instytucji, 29 stycznia 2018 odbyła się ekshumacja z udziałem przedstawicieli archidiecezji warszawskiej i ordynariatu polowego.
14 marca 2018 spoczął w krypcie znajdującej się w podziemiach katedry polowej obok biskupów: Władysława Bandurskiego, honorowego kapelana Pierwszej Brygady Legionów Polskich i Tadeusza Płoskiego, ordynariusza polowego WP w latach 2004–2010.

## Awanse w Wojsku Polskim
- biskup polowy – zweryfikowany ze starszeństwem z 1 czerwca 1919 w korpusie generałów

W 1923 zajmował wśród generałów dywizji 10 lokatę. W następnym roku 8 lokatę za Edwardem Śmigły-Rydzem, a przed Aleksandrem Osińskim i Władysławem Sikorskim. W 1928 po przeniesieniu Stefana Majewskiego, Roberta Lamezana-Salins, Franciszka Latinika i Karola Schuberta w stan spoczynku przesunął się na czwartą lokatę. W „Roczniku Oficerskim” z 1932 biskup polowy i dziekani generalni wykazani zostali na liście starszeństwa duchowieństwa wojskowego, a nie jak poprzednio w korpusie generałów.

## Ordery i odznaczenia
- Wstęga Wielka Orderu Odrodzenia Polski (2 lipca 1937)[12]
- Krzyż Komandorski z Gwiazdą Orderu Odrodzenia Polski (28 kwietnia 1926)[13][14]
- Krzyż Komandorski Orderu Odrodzenia Polski (2 maja 1922)[15][16]
- Krzyż Walecznych nr 2167 (1921)[17]
- Złoty Krzyż Zasługi (18 stycznia 1926)[18][19]
- Wielki Oficer Orderu Korony Włoch (Włochy, zezwolenie Naczelnika Państwa w 1922)[20]
- Komandor Orderu Legii Honorowej (Francja, 1928)[21]
- Papieski Order Najświętszej Marii Panny 2 klasy